# Xenophasia xanthomelanodes
Xenophasia xanthomelanodes är en tvåvingeart som beskrevs av Townsend 1934. Xenophasia xanthomelanodes ingår i släktet Xenophasia och familjen parasitflugor. Inga underarter finns listade i Catalogue of Life.